# 자그레브 증권거래소
자그레브 증권거래소(ZSE, 크로아티아어: Zagrebačka burza)는 크로아티아 자그레브에 소재한 증권거래소이다. 